# Hassan Yebda
Hassan Yebda (en árabe: حسان يبدة‎; Saint-Maurice, Francia, 14 de mayo de 1984) es un exfutbolista argelino nacido en Francia. Jugaba de volante y su último club fue Os Belenenses.

## Selección nacional
Yebda ha disputado varios partidos con las Selecciones juveniles de Francia: 10 con la sub-16, 19 con la sub-17 (2 goles), 14 con la sub-18 (9 goles) y 13 con la sub-19. Ganó el Mundial Sub-17 de 2001.
Sin embargo, a la hora de dar el paso a la absoluta, optó por jugar en la Selección argelina. Debutó el 11 de octubre de 2009, en un encuentro válido por las eliminatorias para el Mundial 2010 ante Ruanda. Fue convocado para participar en la Copa Africana de Naciones 2010 y el Mundial 2010, disputando como titular todos los partidos jugados por Argelia.
El 2 de junio de 2014 fue incluido en la lista final de 23 jugadores que representarán a Argelia en la Copa Mundial de Fútbol de 2014.

### Participaciones en Copas del Mundo
| Mundial                        | Sede      | Resultado        |
| ------------------------------ | --------- | ---------------- |
| Copa Mundial de Fútbol de 2010 | Sudáfrica | Primera fase     |
| Copa Mundial de Fútbol de 2014 | Brasil    | Octavos de final |

### Participaciones Internacionales
| Mundial                        | Sede   | Resultado |
| ------------------------------ | ------ | --------- |
| Copa Africana de Naciones 2010 | Angola | Semifinal |

## Clubes
| Club                     | País                   | Año         |
| ------------------------ | ---------------------- | ----------- |
| Stade Laval MFC (cedido) | Francia                | 2006        |
| Le Mans FC               | Francia                | 2006 - 2008 |
| SL Benfica               | Portugal               | 2008 - 2009 |
| Portsmouth FC (cedido)   | Inglaterra             | 2009 - 2010 |
| SSC Napoli (cedido)      | Italia                 | 2010 - 2011 |
| Granada CF               | España                 | 2011 - 2014 |
| Udinese Calcio (cedido)  | Italia                 | 2014        |
| Dibba Al-Fujairah        | Emiratos Árabes Unidos | 2014 - 2015 |
| Os Belenenses            | Portugal               | 2016 - 2018 |

## Palmarés

### Campeonatos nacionales
| Título                      | Club       | País     | Año  |
| --------------------------- | ---------- | -------- | ---- |
| Copa de la Liga de Portugal | SL Benfica | Portugal | 2009 |

### Copas internacionales
| Título                        | Equipo  | Sede              | Año  |
| ----------------------------- | ------- | ----------------- | ---- |
| Copa Mundial de Fútbol Sub-17 | Francia | Trinidad y Tobago | 2001 |